# Bradley Whitford
Bradley Whitford (n. 10 octombrie 1959, Madison, Wisconsin, SUA) este un actor și scenarist american de film. A cunoscut consacrarea datorită rolului din serialul Viața la Casa Albă unde a interpretat personajul Josh Lyman între 1999 și 2006. Pentru acest rol a fost nominalizat la trei premii Emmy consecutive din 2001 până în 2003, câștigând în 2001. Rolul i-a adus și trei nominalizări consecutive la Globul de Aur.
În 2015, a câștigat un al doilea premiu Emmy pentru rolul Marcy în serialul Transparent⁠(d) și mai târziu a obținut o a cincea nominalizare la premiul Emmy pentru rolul Magnus Hirschfeld în același serial. Din 2018, Whitford l-a interpretat pe comandantul Joseph Lawrence în drama distopică Povestea slujitoarei, pentru care a câștigat al treilea premiu Emmy în 2019.

## Biografie
Whitford, care a crescut într-o familie modestă, a absolvit Madison East High School în 1977 și a urmat Universitatea Wesleyană din Middletown, Connecticut, unde a studiat teatrul și literatura engleză. După ce a absolvit în 1981, Whitford a urmat prestigioasa Juilliard School și și-a primit diploma. La scurt timp după aceea, în 1985, și-a făcut debutul în film într-un episod din serialul de televiziune The Equalizer⁠(d). A jucat doi ani în serialul All My Children⁠(d) de la ABC. În 1990, a debutat pe Broadway cu rolul Lt. Jack Ross din piesa Oameni de onoare⁠(d) scrisă de Aaron Sorkin. Câteva luni mai târziu, a preluat rolul principal Lt. Daniel Kaffee din aceeași piesă. Au urmat roluri secundare în filme celebre precum Parfum de femeie sau Philadelphia. Din 1999, a colaborat din nou cu Aaron Sorkin, creatorul serialului Viața la Casa Albă. După ce s-a încheiat acest serial în mai 2006, Whitford a apărut în următoarea creație a lui Sorkin, Studio 60⁠(d), jucând rolul Danny Tripp.
În 2018, s-a alăturat distribuției dramei distopice Povestea slujitoarei în rolul comandantului Joseph Lawrence, invitat în ultimele două episoade ale celui de-al doilea sezon. A câștigat premiul Primetime Emmy pentru cel mai bun actor invitat într-un serial dramă în 2019 pentru interpretarea sa și a devenit prima persoană care a câștigat premiile Emmy pentru actorie pentru comedie și dramă.

## Viața personală
Whitford s-a căsătorit cu actrița Jane Kaczmarek în august 1992. Au trei copii împreună. În iunie 2009, cuplul a anunțat că divorțează după 18 ani de căsnicie, iar divorțul a fost finalizat în octombrie 2010. Whitford a început să se întâlnească cu colega din serialul Transparent, Amy Landecker, în 2015. Și-au anunțat logodna în martie 2018 și s-au căsătorit pe 17 iulie 2019.